# Institut Norbulingka

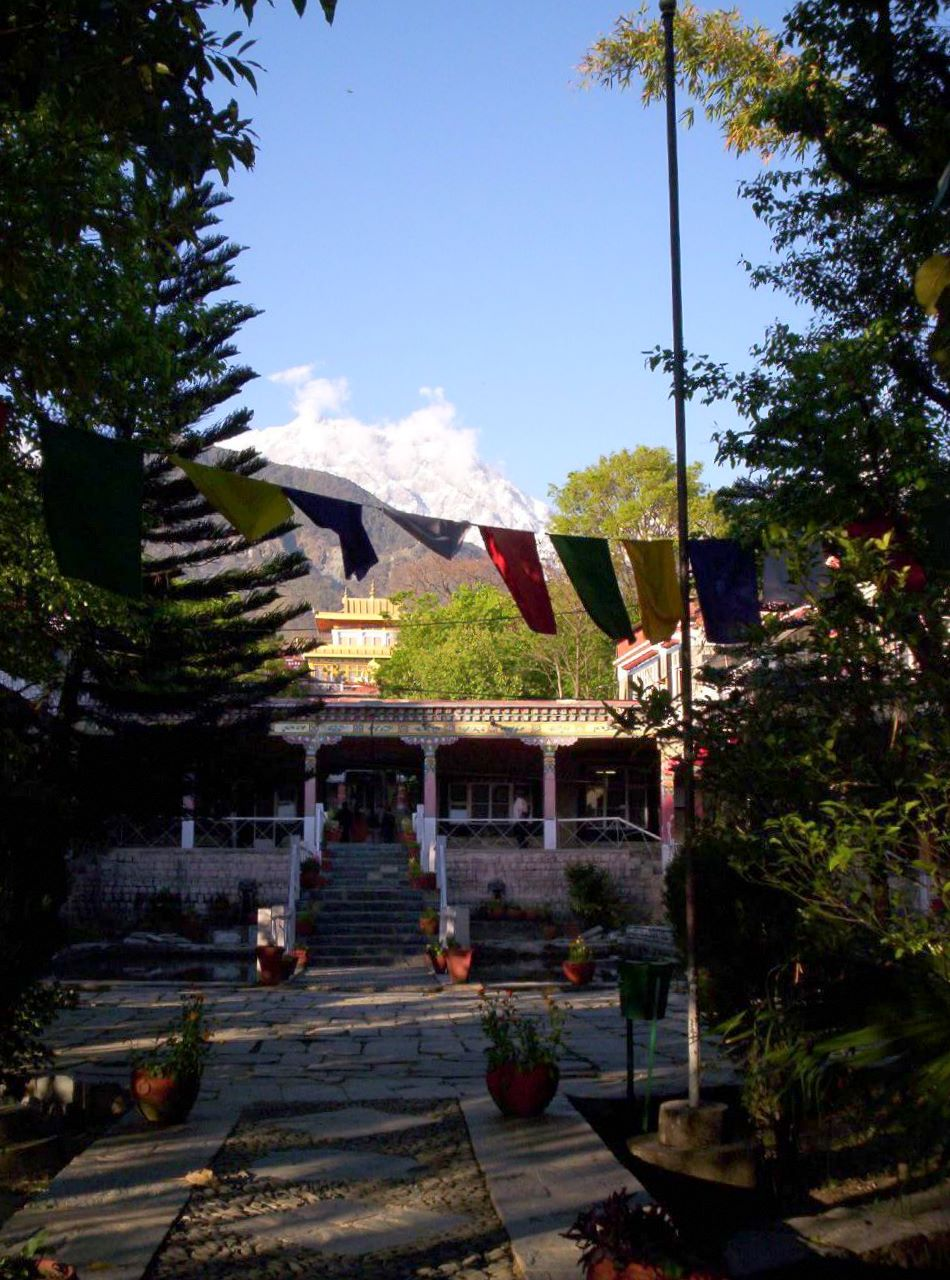
L'Institut Norbulingka, avec les montagnes du Dhauladhar en fond.

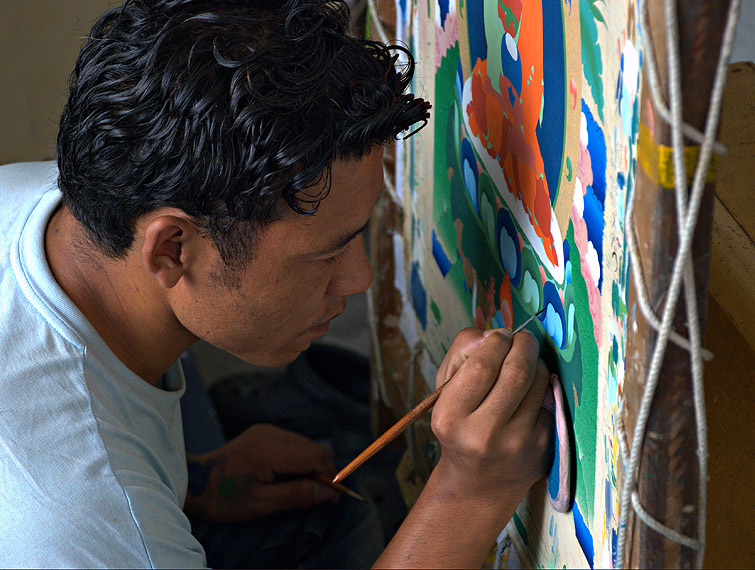
Peintre de Thangka travaillant à l'institut Norbulingka.

Pour les articles homonymes, voir Norbulingka.
L'institut Norbulingka est un centre culturel fondé par le présent Dalaï-lama situé près de Dharamsala en Inde, et voué à la préservation de l'héritage culturel du peuple tibétain. À proximité de l'institut, se trouve le couvent bouddhiste de Dolma Ling, et le monastère de Gyuto, résidence temporaire du 17e Karmapa, Orgyen Trinley Dorje.

## Historique
L'institut Norbulingka est un conservatoire des arts et de la culture tibétaine. Il fut créé par Kim Yeshi, une anthropologue franco-américaine, et par Kalsang Yeshi, son mari, ancien moine d'une famille aristocratique, qui s'est enfui du Tibet après le soulèvement tibétain de 1959 avec Tarab Tulku Rinpoché et devint Premier ministre du gouvernement tibétain en exil. 
L'institut comporte un centre des métiers hébergeant 300 artisans pour préserver les coutumes traditionnelles tibétaines, et les adapter aux besoins actuels, dans les domaines de la statuaire, la peinture, la sculpture sur bois et l'art des métaux.
L'Institut Norbulingka abrite un jardin à la japonaise, un temple tibétain, un département d'études religieuse ayant publié la revue Cho Yang dirigée par Jeremy Russell, un hôtel, un restaurant, un institut d'enseignement et un département littéraire travaillant notamment à une biographie du 14e dalaï-lama en langue tibétaine, des ateliers d'artisanat où sont réalisés des sculptures, des confections et des thangkas, un musée de poupées tibétaines créé par Kim Yeshi.

## Le musée de poupées tibétaines

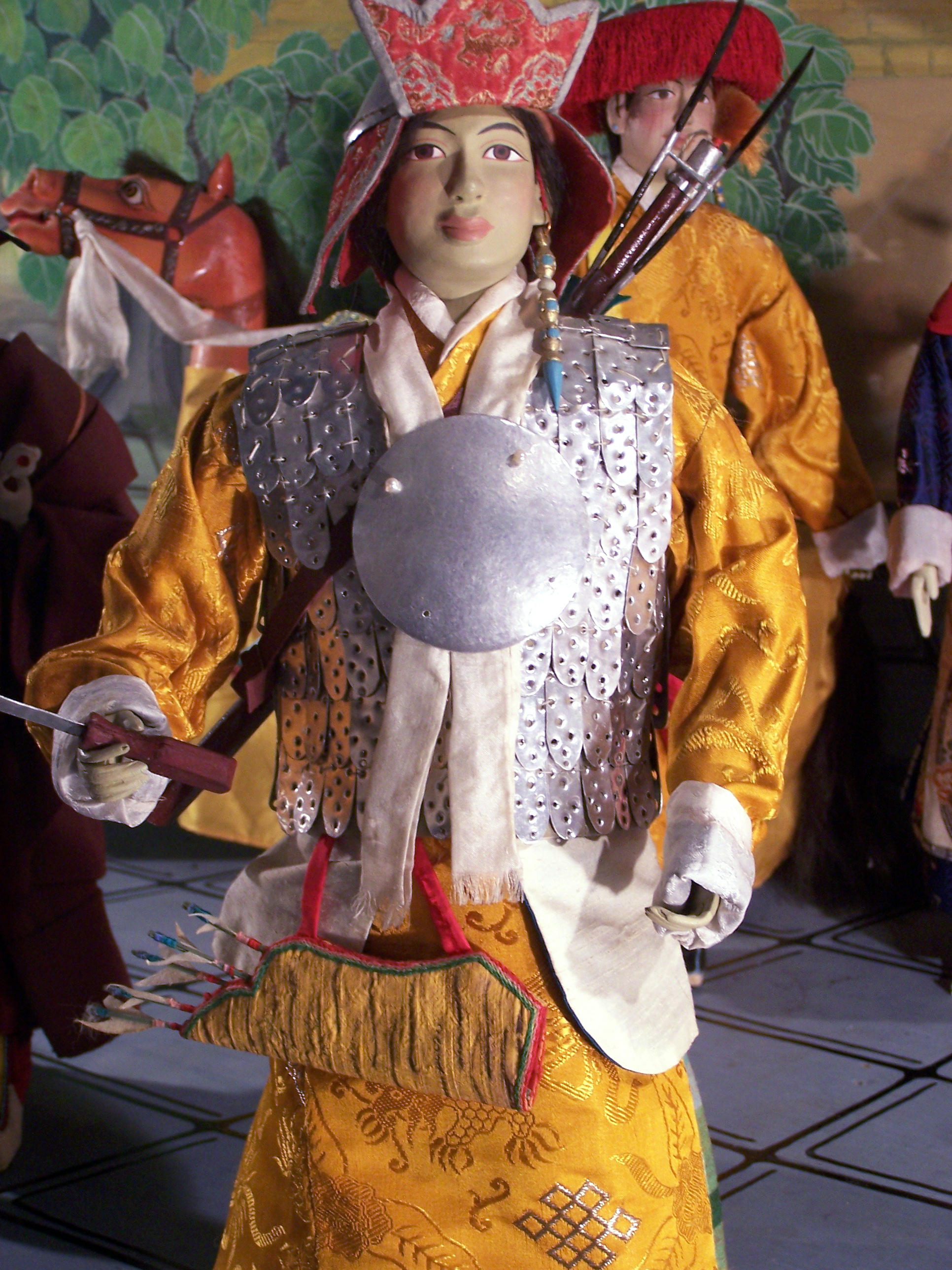
Guerrier tibétain miniature, musée de poupées tibétaines

Les poupées tibétaines, Losel dolls, portent des costumes correspondant à différentes régions et professions du Tibet. Kim Yeshi a répertorié les costumes des différentes régions et recensé les costumes des moines, des fonctionnaires, des artistes de l'opéra tibétain, contribuant à la préservation de la culture tibétaine.
Le musée comprend des diorama mettant en scène les poupées tibétaines en costume spécifiques dans la vie quotidienne traditionnelle tibétaines,

## L'Institut d'étude bouddhique

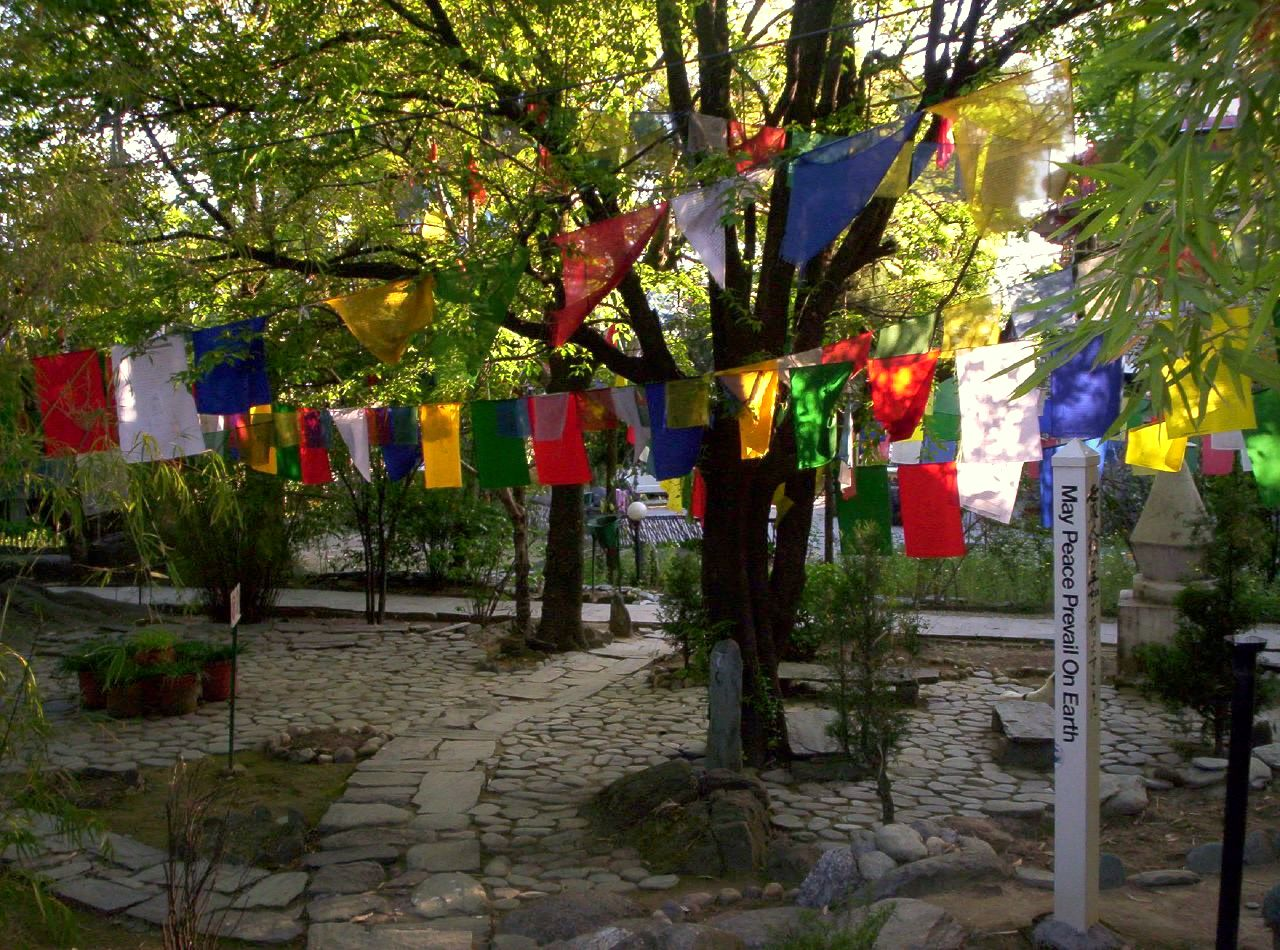
Drapeau de prière tibétains, jardin de l'Institut Norbulingka.

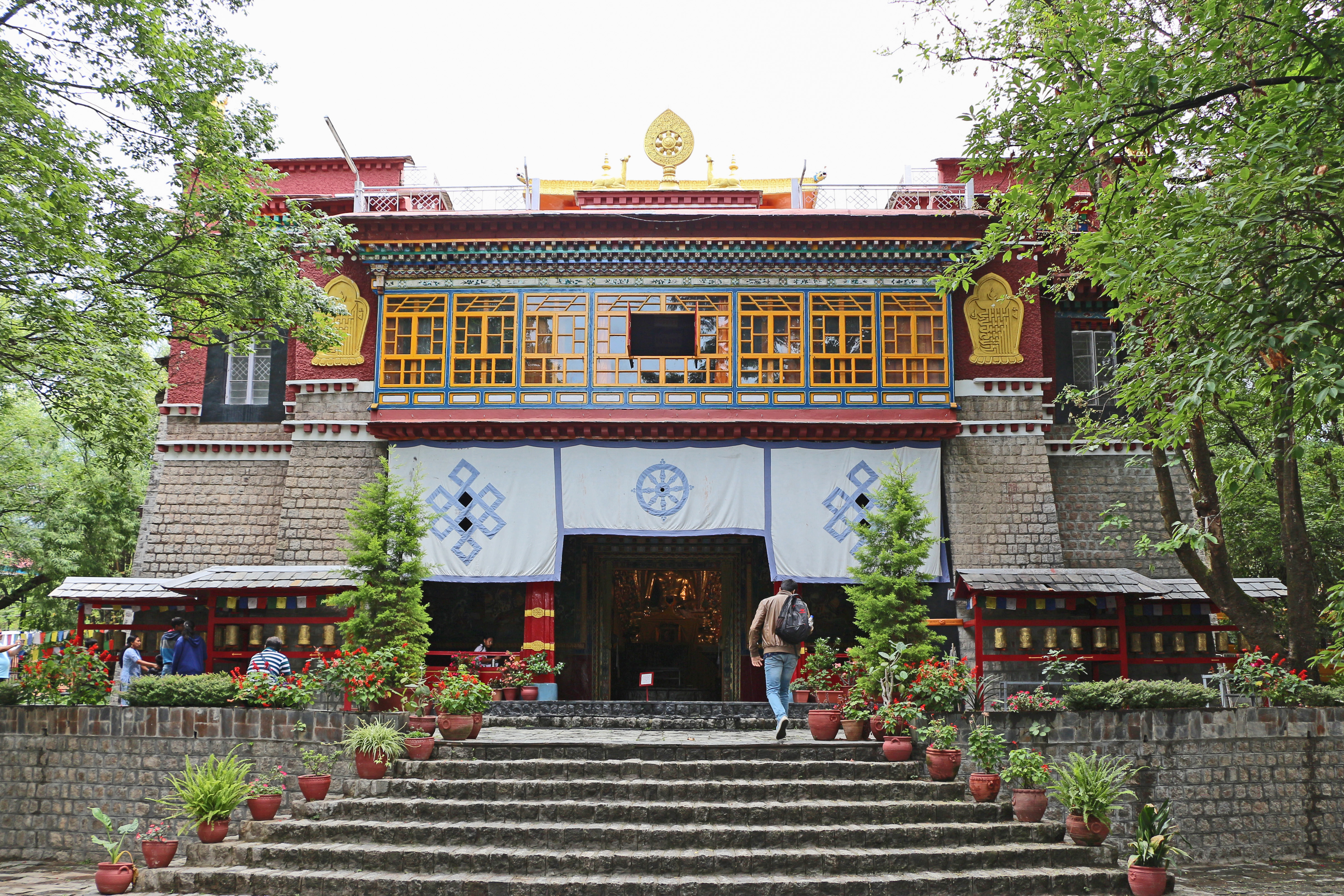
Temple du Bonheur, Institut Norbulingka.

En septembre 1997, un Institut d'étude bouddhique est ouvert à l'Institut Norbulingka. Comportant 6 ans d'études, il accueille 20 étudiants tous les 2 ans et enseigne la langue tibétaine, la philosophie bouddhique, une introduction à l'art et à la culture et la langue chinoise, rejoignant le dalaï-lama qui promeut le rapprochement du Tibet et de la Chine.

## Institut Norbulingka en Mongolie
Un Institut Norbulingka a été créé en Mongolie.

## Biographie du14edalaï-lama
En 2001, Shiwo Lobsang Dhargye rejoint l'équipe travaillant à la biographie du 14e dalaï-lama à l'Institut Norbulingka.
L'Institut Norbulingka annonça officiellement la biographie du 14e dalaï-lama le 29 octobre 2009, un événement auquel le 17e Karmapa Orgyen Trinley Dorje participait.